# Paolo Cirino Pomicino
Paolo Cirino Pomicino (Napoli, 3 settembre 1939) è un ex politico ed ex medico italiano.
È conosciuto con il soprannome ’o Ministro, poiché tra gli anni ottanta e i primi anni novanta ha presieduto il ministero della Funzione pubblica (1988-1989) nel Governo De Mita ed il Ministero del Bilancio e della programmazione economica (1989-1992) nel VI e VII governo Andreotti. Apparteneva alla corrente Andreottiana, anche definita corrente "Primavera".

## Biografia

### Origini e formazione
Paolo Cirino Pomicino è nato a Napoli il 3 settembre 1939, quinto di sette figli di Salvatore Cirino e Clara, una famiglia della media borghesia napoletana residente a Piazza Cavour. Uno dei fratelli, Bruno, deceduto il 17 aprile 1981, era un militante del PCI e un importante attore di teatro, celebre per l'interpretazione del maestro di scuola nello sceneggiato televisivo Diario di un maestro (1973). Il nonno materno, di professione medico, fu deputato giolittiano.
Dopo aver ottenuto la maturità classica presso l'Istituto cattolico dei "Fratelli delle Scuole Cristiane"  San Giovanni Battista de la Salle a Materdei (il fratello Bruno frequentò, invece, il Liceo classico "Gianbattista Vico"), si laureò in medicina e chirurgia presso l'Università degli Studi di Napoli "Federico II" con votazione 110/110 summa cum laude, per poi conseguire la specializzazione in neurologia (malattie nervose) con votazione 70/70 e lode. Prima di dedicarsi completamente alla politica a seguito della stagione culturale sessantottina, è stato prima assistente ordinario neurochirurgo e poi dirigente medico neurologo presso l'Ospedale Antonio Cardarelli di Napoli. In seguito al '68 entrò all'interno delle istituzioni dapprima come Consigliere Comunale a Napoli.

### Militanza nella Democrazia Cristiana (1970-1994)

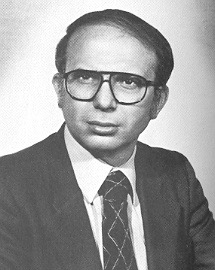
Paolo Cirino Pomicino nel 1979.

A seguito dell'impegno sindacale dopo la stagione del '68, quando era assistente neurochirurgo, Cirino Pomicino entra in politica nel 1970, quando diviene consigliere comunale a Napoli con la Democrazia Cristiana: all'interno di tale partito diventerà un esponente di primo piano nella area Campana (era il periodo in cui ebbe inizio la lunga contrapposizione con il Doroteo Antonio Gava, eletto alla Camera dei Deputati nel  1972) e dalla seconda metà degli anni '70 anche nella vita nazionale del partito stesso, in cui fu delegato al Congresso Nazionale del 1973 e successivamente assurgerà all'incarico di componente dapprima della direzione e in seguito del consiglio nazionale.
Dopo essere stato negli anni settanta consigliere e assessore del Comune di Napoli, entra alla Camera (eletto nel 1976, 1979, 1983, 1987 e 1992 fino al 1994 nella XI legislatura, che segna la fine della cosiddetta Prima Repubblica) e diventa presidente della commissione Bilancio della Camera tra il 1983 e il 1988, quindi ministro della funzione pubblica del governo De Mita (1988-1989) e poi ministro del bilancio e della programmazione economica del governo Andreotti VI e del governo Andreotti VII (1989-1992) nel triennio dominato dall'alleanza politica fra Bettino Craxi (segretario del Partito Socialista Italiano), Giulio Andreotti (Presidente del Consiglio) e Arnaldo Forlani (segretario della Democrazia Cristiana) da alcuni organi di stampa ribattezza CAF e considerata da taluni la vera regina d'Italia; questo triumvirato termina nel 1992, quando le candidature alla presidenza della Repubblica di Andreotti e Forlani cedono il posto a quella di Oscar Luigi Scalfaro.
Legato a Giulio Andreotti, aderiva alla sua corrente utilizzando metodi concertativi e l'interazione permanente con partiti alleati e con l'opposizione. Insieme a Carmelo Conte, Francesco De Lorenzo e Giovanni Prandini formava la cosiddetta "banda dei quattro", definizione coniata dal democristiano Guido Bodrato e utilizzata dalla "Sinistra di Base" (la corrente guidata da Ciriaco De Mita, Presidente del Consiglio tra il 1988 e il 1989 e segretario della Democrazia Cristiana tra il 1982 e il 1989) per sottolineare la natura "predatoria" e concertativa del gruppo. Il democristiano Pomicino, il liberale De Lorenzo e il socialista Di Donato vennero invece definiti I viceré e alcuni li descrivono come i "veri padroni di Napoli per oltre un decennio" (gli anni '70, '80 ed i primi anni '90).

### La clientela
Sono stati spesso evidenziati i particolari rapporti intrattenuti da Pomicino con industriali e costruttori. Alla chiacchierata amicizia con i proprietari di diverse imprese di costruzione, di cui si parlò anche in relazione alla gestione degli aiuti per la ricostruzione dopo il terremoto dell'Irpinia del 1980, si aggiungono quelle con molti altri imprenditori finiti poi al centro delle indagini sulla "tangentopoli partenopea".
Alcuni storici hanno evidenziato che Pomicino fu il rappresentante di una classe politica nuova, diversa dalla precedente perché costruì la propria carriera politica intorno alla propria persona più che sul partito di appartenenza e non affidò alle strutture di partito il controllo della piramide di potere così ottenuta. La personale rete di relazioni, costruita sulla base di legami familiari, amicizie, interessi comuni, capacità di muovere risorse e fare favori, serviva per mediare i vari interessi e le varie pressioni provenienti da un elettorato molto ampio ed esigente.

### Il ruolo in "Mani pulite"
Pomicino venne coinvolto nelle inchieste di Mani pulite fin dal 1993, con una prima richiesta di autorizzazione a procedere inviata dalla Procura della Repubblica di Foggia alla Camera dei deputati il 14 febbraio. L'aula respinse a larga maggioranza le richieste della Procura ma qualche mese dopo venne riformata la disciplina dell'immunità parlamentare e così nel 1994 Pomicino venne rinviato a giudizio per due distinte accuse (da cui venne poi prosciolto 12 anni dopo, nonostante avesse ammesso le sue responsabilità in fase di istruttoria, in particolare di aver violato la legge sul finanziamento ai partiti). Ha patteggiato una condanna per la  “MaxiTangente“ Enimont (5 miliardi Montedison tramite Luigi Bisignani). Da allora fu coinvolto in diverse inchieste e in totale ebbe 42 processi.
Nell'ottobre 1995 venne anche incarcerato per due settimane per decisione del tribunale dei ministri con l'accusa di estorsione in relazione alle dichiarazioni di Gianni Punzo.

### Ritorno alla politica negli anni 2000
In occasione delle elezioni europee del 2004 ha aderito al partito politico di Clemente Mastella candidandosi con i Popolari UDEUR e risultando eletto nella circoscrizione sud, dopo rinuncia dello stesso Mastella, che preferisce dedicarsi al partito. È l'unico seggio conquistato dall'Udeur. Pomicino riceve 41.000 voti. Un anno più tardi, però, viene espulso dal partito (per aver invitato gli elettori a non votare Bassolino per le regionali campane del 2005) e quindi aderisce al progetto politico della Democrazia Cristiana per le Autonomie, nata nel giugno 2005 su iniziativa di Gianfranco Rotondi. Con il passaggio in questo partito diviene direttore politico de La Discussione.
Rimane deputato del Parlamento europeo, iscritto al gruppo del Partito Popolare Europeo, dove svolge attività di commissione: membro della Commissione per i problemi economici e monetari; della Commissione temporanea sulle sfide e i mezzi finanziari dell'Unione allargata nel periodo 2007-2013; della Delegazione alle commissioni di cooperazione parlamentare UE-Kazakistan, UE-Kirghizistan e UE-Uzbekistan e per le relazioni con il Tagikistan, il Turkmenistan e la Mongolia; della Delegazione per le relazioni con i paesi del Maghreb e l'Unione del Maghreb arabo (compresa la Libia). Tuttavia, al 27 aprile 2006, è risultato fra i parlamentari europei con il numero più basso di presenze, ovvero 44 sessioni plenarie in tutto (il 41%).
Alle elezioni politiche del 2006 viene eletto alla Camera dei deputati nella lista formata dalla DC insieme al Nuovo PSI. Abbandona il ruolo di parlamentare europeo per tornare alla politica nazionale e assume la presidenza del gruppo parlamentare DC-PSI alla Camera. Il 9 aprile 2007 Cirino Pomicino è stato sottoposto a un delicato trapianto di cuore in seguito a problemi cardiaci (da segnalare anche un infarto nell'estate 2006). Nella primavera del 2008 non viene ricandidato al Parlamento nazionale. Successivamente viene nominato dal ministro Gianfranco Rotondi al comitato per il Controllo strategico della pubblica amministrazione.
Il 9 ottobre 2010 al Convegno di Saint Vincent, organizzato da Gianfranco Rotondi e Carlo Giovanardi, annuncia la propria adesione all'Unione di Centro. Nel gennaio 2018 presenzia al lancio di Noi con l'Italia - UDC, nuova formazione centrista che forma la cosiddetta quarta gamba della coalizione di centro-destra in vista delle elezioni di marzo.
In occasione delle elezioni europee del 2019 annuncia il proprio supporto al Partito Democratico e in seguito al partito di Giuseppe De Mita L'Italia è Popolare.

## Vita privata
Ha due figlie: Claudia e Ilaria. Quest'ultima per molti anni è stata l'aiuto regista di Lina Wertmuller, Marco Tullio Giordana e Giulio Base. Il 12 aprile 2014 si è sposato con Lucia Marotta. La cerimonia si è tenuta al Campidoglio, con rito civile, officiato dall'allora sindaco di Roma, Ignazio Marino.

## Procedimenti giudiziari
Quasi tutti i procedimenti a suo carico si conclusero con il suo proscioglimento e in due casi si arrivò alla prescrizione. Alla fine le sue condanne penali in via definitiva furono due:
- 1 anno e 8 mesi di reclusione per finanziamento illecito ai partiti nel processo Enimont.
- 2 mesi di reclusione per corruzione patteggiati nel 2002 nell'ambito dell'inchiesta sui fondi neri Eni.

Il 15 marzo 2011 ottenne dal Tribunale di sorveglianza di Roma un'ordinanza di riabilitazione.

## Nella cultura di massa
- Nel 2008, Paolo Cirino Pomicino viene interpretato dall'attore Carlo Buccirosso nel film di Paolo Sorrentino Il divo del 2008, in cui vengono messi in risalto i luoghi comuni che aleggiano sulla sua figura, come i suoi noti metodi concertativi e il clientelismo.
- Viene nominato nel brano "A me mi" del cantante Lucio Leoni.

## Opere
- La Repubblica delle giovani marmotte - L'Italia e il mondo visti da un democristiano di lungo corso, Utet, 2015, ISBN 978-88-511-3655-0. OCLC 936545619
- Strettamente riservato. Le memorie di un superministro della prima Repubblica, Milano, Mondadori, 2000, ISBN 88-04-48083-1. (con l'alias di Geronimo[23][24])
- Dietro le quinte. La crisi della politica nella Seconda Repubblica, Milano, Mondadori, 2002, ISBN 88-04-50436-6.
- La politica nel cuore. Segreti e bugie della seconda Repubblica, Milano, Cairo, 2008, ISBN 978-88-6052-145-3.